# Bowerston
Bowerston is een plaats (village) in de Amerikaanse staat Ohio, en valt bestuurlijk gezien onder Harrison County.

## Demografie
Bij de volkstelling in 2000 werd het aantal inwoners vastgesteld op 414.
In 2006 is het aantal inwoners door het United States Census Bureau geschat op 421, een stijging van 7 (1,7%).

## Geografie
Volgens het United States Census Bureau beslaat de plaats een oppervlakte van
1,3 km², geheel bestaande uit land. Bowerston ligt op ongeveer 290 m boven zeeniveau.

## Plaatsen in de nabije omgeving
De onderstaande figuur toont nabijgelegen plaatsen in een straal van 16 km rond Bowerston.